# علم جيبوتي
يتكون علم جيبوتي من شريطين أفقيين أعلاهما الأزرق السماوي وأسفلهما الأخضر بالإضافة لمثلث أبيض متساوي الساقين من جهة سارية العلم بداخله نجمة حمراء تدل على أقاليم جيبوتي الخمسة التي يقطنها الصوماليون. اُستعمل لأول مرة يوم استقلال البلاد في 27 يونيو 1977.

## تاريخ العلم
قبل استقلال الصومال الفرنسي، كان علم سلطنة تجرة الرمز الوحيد المستخدم في المنطقة. لاحقًا في سنة 1970، اتخذ علمًا رسميًّا لجيبوتي. صُمم العلم الوطني بناءً على شكل علم جبهة تحرير الساحل الصومالي.
علم جيبوتي مكون من مثلث أبيض ونجمة حمراء. تم تغيير موضع النجمة في العلم الوطني على نحو مختلف عن علم جبهة تحرير الساحل الصومالي مما غير في قياسات العلم وحجمه فصار أطول. الألوان هي الأبيض والأخضر والأزرق السماوي، وهي ألوان علم جبهة تحرير الساحل الصومالي، بالإضافة إلى النجمة الحمراء التي ترمز إلى الاتحاد والاستقلال.
رُفع علم جيبوتي للمرة الأولى خلال الاستقلال في تاريخ 27 يونيو 1977 من قبل رئيس الشرطة ياسين يابه جلاب وهو معلق اليوم في كثيرٍ من المباني الحكومية.

## معنى رموز العلم
- الأزرق السماوي: يرمز إلى مضيق باب المندب وخليج تجرة.

- الأخضر: يرمز إلى الدين الإسلامي السائد في جيبوتي.

- الأحمر: يرمز إلى الكفاح من أجل استقلال جيبوتي عن فرنسا.

- المثلث الأبيض: يرمز إلى المجموعات العرقية الثلاثة المكونة للشعب الجيبوتي (الصوماليون والعفر والعرب).

- ★ النجمة: ترمز إلى أقاليم جيبوتي الخمسة التي يقطنها الصوماليون.

## الألوان
| (1977–حتى الآن)                      | أزرق سماوي  | أخضر       | أحمر      | أبيض        |
| ------------------------------------ | ----------- | ---------- | --------- | ----------- |
| بانتون                               | 284c        | 354c       | 185c      | White       |
| النموذج اللوني سيان ماجنتا أصفر أسود | 59-11-0-0   | 77-0-100-0 | 0-86-63-0 | 0-0-0-0     |
| النموذج اللوني أحمر أخضر أزرق        | 106-178-231 | 18-173-43  | 239-51-64 | 255-255-255 |
| ألوان الويب                          | #6AB2E7     | #12AD2B    | #D7141A   | #FFFFFF     |

## معرض صور

علم سلطنة عدل (1415-1577)
علم الدولة العثمانية، استخدمته إيالة الحبشة (جزءًا من جيبوتي حاليًا)
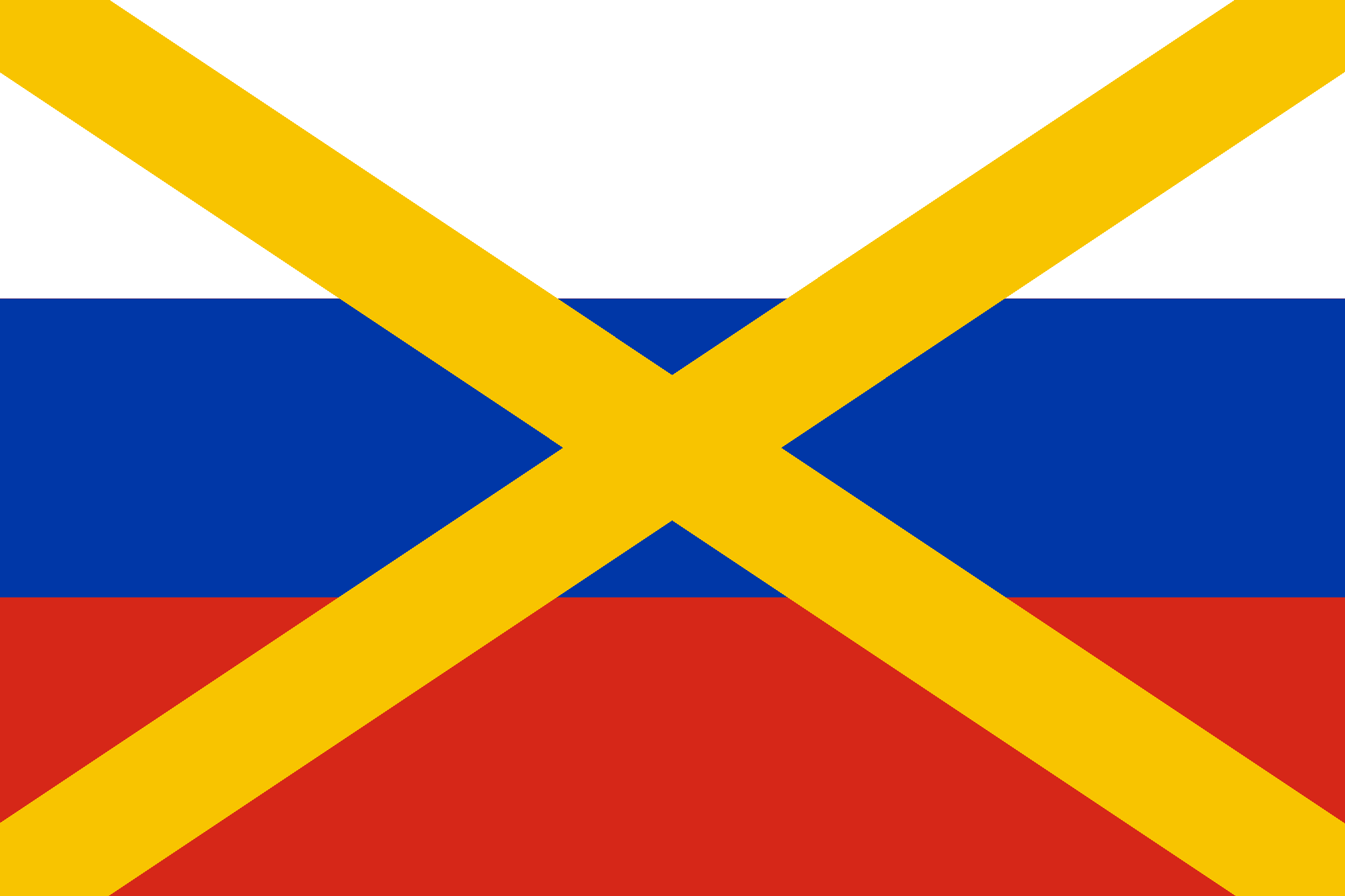
علم ساغلو الروسية (6 يناير-5 فبراير 1889)
علم الصومال الفرنسي، الذي استخدم بين عامي 1883 و1967.
علم إقليم العفر والعيسى الفرنسي، الذي استخدم بين عامي 1967 و1977.
علم جبهة تحرير الساحل الصومالي